# Peña Magdalena
Die Peña Magdalena (frei übersetzt Magdalenenklippe) ist ein markanter Felsen bzw. eine Klippe unmittelbar nördlich des Zentrums der nordspanischen Kleinstadt San Esteban de Gormaz. Der Fels ist Teil eines kleinen Höhenzuges, der sich von selbigen in ostnordöstliche Richtung bis zur Autobahn A11 – der Autivia del Duero erstreckt.
Neben dem Felsen mit dem Castillo de San Esteban de Gormaz ist der Peña Magdalena die markante Felsformation, die die Kulisse der Stadt beherrscht. Die Oberkante der Klippe liegt 900 m ü.NN. Allerdings ist das nur rund 45 Meter höher als der Wasserspiegel des Duero, der durch San Esteban de Gormaz fließt und auf 855 m ü. NN liegt.
Der Höhenzug insgesamt hat sehr steinigen Charakter. Allerdings gibt es an der Westflanke kleine Kiefernwälder, die insgesamt kaum mehr rund einen Hektar umfassen. Im Jahr 2020 zerstörte ein Brand in Wald und Flur in der Gegend von San Esteban de Gormaz 40 Hektar, wobei das Feuer bei der Peña Magdalena begann und erst nach 24 Stunden gelöscht werden konnte.

Wald an der Westflanke des Höhenzuges, der von dem Waldbrand im Jahre 2020 nicht betroffen war
Vom Waldbrand gezeichnete und vermutlich abgestorbene Baumskelette an der Peña Magdalena. Hier lag 2020 der Ursprungsherd der verheerenden Brände
Wald an der Nordwestseite des Höhenzuges aus einiger Entfernung betrachtet